# الجفرة (شبوة)
الجفرة هي إحدى قرى الجمهورية اليمنية. وهي تتبع جغرافيًا لمحافظة شبوة. وإداريًا لمديرية مرخة العليا. يبلغ تعداد سكانها 1545 نسمة حسب الإحصاء الذي أجري عام 2004.